# John Jellicoe, 1:e earl Jellicoe

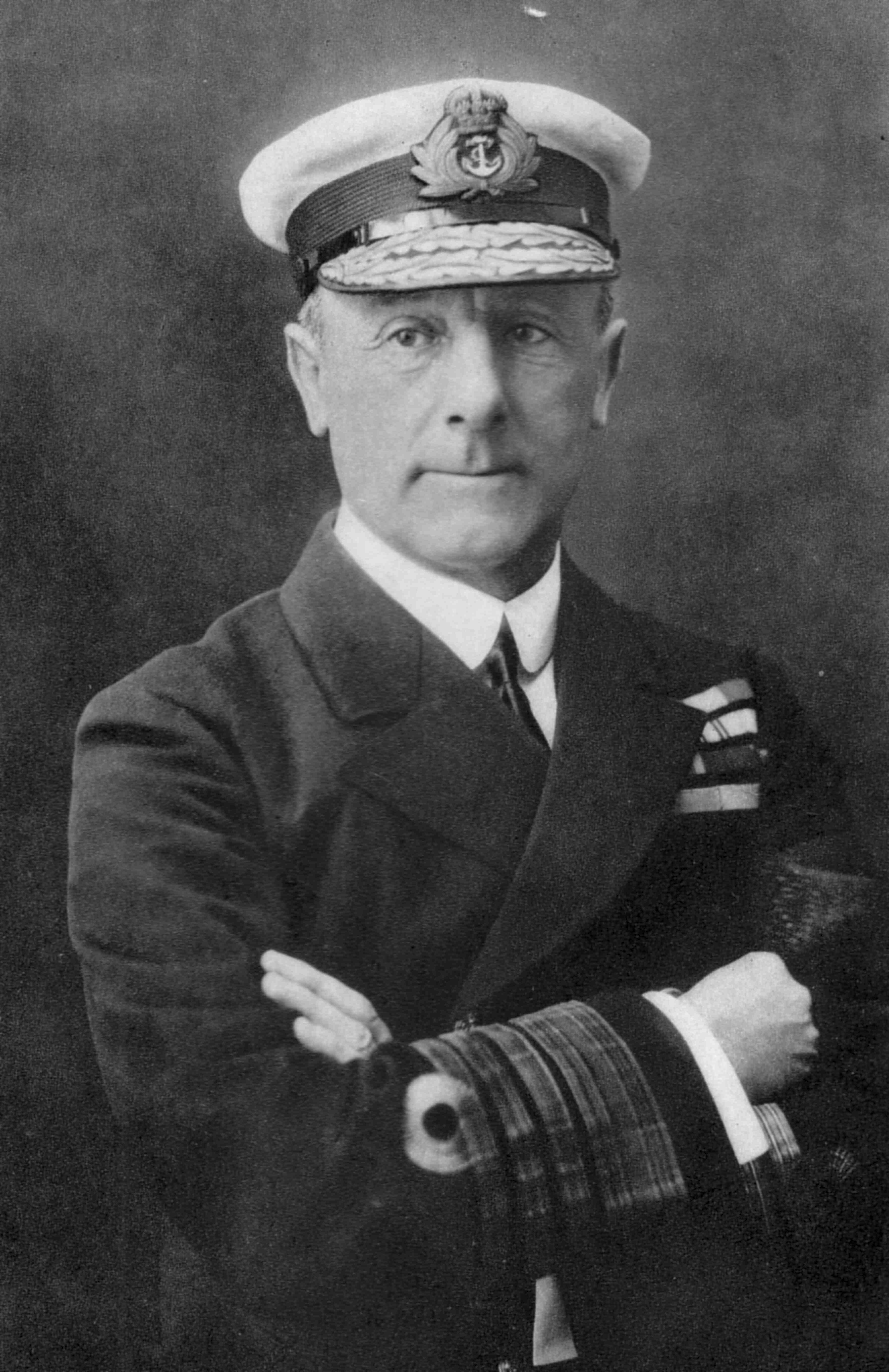
Amiral Jellicoe 1917.

John Rushworth Jellicoe, 1:e earl Jellicoe, född 5 december 1859 i Southampton i Hampshire, död 20 november 1935 i Kensington i London, var en brittisk sjöfficer, amiral i Storbritanniens flotta. Han var far till George Jellicoe, 2:e earl Jellicoe.

## Biografi
Vid krigsutbrottet 1914 blev Jellicoe högste befälhavare över The Grand Fleet. Jellicoe var även Förste sjölord 1916-1917. Han var Nya Zeelands generalguvernör 1920-1924.
Amiral Jellicoe förde det brittiska befälet i Skagerrakslaget 1916. Han förlorade fler skepp än tyskarna men den brittiska blockaden vidmakthölls.
Jellicoe enrollerade i flottan 1872, vid tolv års ålder, och utmärkte sig tidigt för ovanlig flit och begåvning. Han var en av de överlevande från sir George Tryons flaggskepp Victori, då detta sjönk efter sammanstötning med Camperdown 1893. Efter befordran till kommendör ("captain") 1897, blev Jellicoe på grund av sina kunskaper i artilleri utsedd till ledamot av The Admiralty's artillerikommitté. Efter omväxlande tjänst som fartygschef och i olika befattningar vid amiralitetet förordnades Jellicoe 1905 till direktör för sjöartilleriet ("director of naval ordnance") och befordrades samma år till konteramiral och kommenderades då genast till sjöss, men återvände snart till amiralitetet, nu såsom tredje sjölord. Efter befordran till viceamiral 1910, tjänstgjorde Jellicoe någon tid dels vid Atlantflottan, dels vid Home Fleet. Han återvände till amiralitetet 1912 såsom andre sjölord. Vid Första världskrigets utbrott 1914, blev han högste befälhavare över den vid Scapa flow koncentrerade Grand Fleet och ledde den under det ryktbara Skagerrakslaget 1916. Jellicoe blev utnämnd till amiral 1915 och var förste sjölord från 1916 till 1917. I januari 1918 adlades han som Viscount Jellicoe. Kort efter krigets slut fick han mottaga parlamentets tacksägelser jämte en belöning af £50,000. Han utnämndes 1919 till storamiral och blev 1920 utsedd generalguvernör över Nya Zeeland. Efter hemkomsten från Nya Zeeland 1925 upphöjdes han till earl Jellicoe. 
Jellicoe har utgett ett omfattande verk, The grand fleet (1920), där han på ett fängslande sätt framställt stora flottans verksamhet under den tid han förde befäl. Han utmärkte sig framför allt för sin stora administrativa förmåga samt för sin omsorg och sitt intresse för sina underlydande. Som taktiker anses han mindre framstående.